# Anartia chrysopelea
Anartia chrysopelea (Hübner, 1831) è un lepidottero appartenente alla famiglia Nymphalidae. Rappresenta un endemismo dell'isola di Cuba, sebbene alcuni esemplari siano stati rinvenuti anche nella Contea di Monroe in Florida.